# São José da Boa Vista
São José da Boa Vista – miasto i gmina w Brazylii, w stanie Parana. Znajduje się w mezoregionie Norte Pioneiro Paranaense i mikroregionie Wenceslau Braz.